# Tidavads landskommun
Tidavads landskommun var en tidigare kommun i dåvarande Skaraborgs län.

## Administrativ historik
Kommunen inrättades i Tidavads socken i Vadsbo härad i Västergötland när 1862 års kommunalförordningar trädde i kraft.  
Vid Kommunreformen 1952 uppgick kommunen i Ullervads landskommun som 1971 uppgick i Mariestads kommun.